# Équipe de Belgique de football à la Coupe du monde 1954
Cet article relate le parcours de l'Équipe de Belgique de football lors de la Coupe du monde de football de 1954 organisée en Suisse du 31 mai au 21 juin 1954.

## Qualification

### Groupe 2
Trois équipes pour une seule place qualificative dans ce groupe : la Belgique et deux équipes nordiques, la Suède et la Finlande. La Belgique fait le plein en déplacement et gère ses deux matchs à Bruxelles (une victoire, un nul) pour s'assurer le billet pour la Suisse.
| Rang | Équipe   | Pts | J | G | N | P | Bp | Bc | Diff |  | Résultats (▼ dom., ► ext.) |     |     |     |
| ---- | -------- | --- | - | - | - | - | -- | -- | ---- |  | -------------------------- | --- | --- | --- |
| 1    | Belgique | 7   | 4 | 3 | 1 | 0 | 11 | 6  | +5   |  | Belgique                   |     | 2-0 | 2-2 |
| 2    | Suède    | 3   | 4 | 1 | 1 | 2 | 9  | 8  | +1   |  | Suède                      | 2-3 |     | 4-0 |
| 3    | Finlande | 2   | 4 | 0 | 2 | 2 | 7  | 13 | -6   |  | Finlande                   | 2-4 | 3-3 |     |

## Phase finale

### Premier tour

#### Groupe 4
Il s'agit de la seule poule de premier tour d'un mondial à comporter 4 équipes du même continent, l'Europe (ce sera d'ailleurs sans doute à jamais la seule dans ce cas étant donné les règles des tirages au sort existant actuellement pour les phases finales de Coupe du monde). Réalisant d'entrée un bon nul 4-4 après prolongation contre l'Angleterre, l'une des deux têtes de série du groupe, la Belgique est battue sévèrement par l'Italie lors de la seconde journée et termine à la dernière place du groupe, éliminée.
| Classement final |            |     |   |   |   |   |    |    |      |
|                  | Équipe     | Pts | J | G | N | P | BP | BC | Diff |
| 1                | Angleterre | 3   | 2 | 1 | 1 | 0 | 6  | 4  | +2   |
| 2                | Suisse     | 2   | 2 | 1 | 0 | 1 | 2  | 3  | -1   |
| 2                | Italie     | 2   | 2 | 1 | 0 | 1 | 5  | 3  | +2   |
| 4                | Belgique   | 1   | 2 | 0 | 1 | 1 | 5  | 8  | -3   |

| 17 juin       | Belgique   | 4 | 4 | Angleterre |
| 17 juin       | Suisse     | 2 | 1 | Italie     |
| 20 juin       | Angleterre | 2 | 0 | Suisse     |
| 20 juin       | Italie     | 4 | 1 | Belgique   |
| Match d'appui |            |   |   |            |
| 23 juin       | Suisse     | 4 | 1 | Italie     |

| 17 juin 1954                      | Angleterre                            | 4 - 4 a. p. | Belgique                                          | Stade Saint-Jacques, Bâle                       |                                                 |
| 18:10 · Historique des rencontres | Broadis 26e, 63e · Lofthouse 36e, 91e |             | Anoul 5e, 71e · Coppens 67e · Dickinson 94e (csc) | Spectateurs : 40 000 Arbitrage : Emil Schmetzer | Spectateurs : 40 000 Arbitrage : Emil Schmetzer |
| 18:10 · Historique des rencontres | (Rapport)                             |             |                                                   | Spectateurs : 40 000 Arbitrage : Emil Schmetzer | Spectateurs : 40 000 Arbitrage : Emil Schmetzer |

| 20 juin 1954                      | Italie                                                        | 4 - 1 | Belgique  | Stade Cornaredo, Lugano                             |                                                     |
| 17:00 · Historique des rencontres | Pandolfini 41e (pen) · Galli 48e · Frignani 58e · Lorenzi 78e |       | Anoul 81e | Spectateurs : 26 000 Arbitrage : Carl Erich Steiner | Spectateurs : 26 000 Arbitrage : Carl Erich Steiner |
| 17:00 · Historique des rencontres | (Rapport)                                                     |       |           | Spectateurs : 26 000 Arbitrage : Carl Erich Steiner | Spectateurs : 26 000 Arbitrage : Carl Erich Steiner |

## Source
- GULDEMONT, Henry. 100 ans de football en Belgique: 1895-1995, Union royale belge des sociétés de football association / Henry Guldemont, Bob Deps. - Bruxelles : Vif éd., 1995. - 1 vol. (312 p.) : ill. en noir et en coul., couv. ill. en coul. ; 31 cm.  (ISBN 90-5466-151-8) (rel.).
- HUBERT, Christian. De Montevideo à Orlando / Christian Hubert. - Bruxelles : Labor, 1994. - 215 p. : ill., couv. ill. en coul. ; 22 cm. Titre de couv. et de dos : "Les Diables rouges : de Montevideo à Orlando".  (ISBN 2-8040-1009-0).
- Site de l'URBSFA : actualité de l'équipe de Belgique (nl + fr + de + en)
- L'équipe de Belgique sur le site de la FIFA: infos et statistiques (fr + de + en + es)